# Angelo Sala (scrittore)
Angelo Sala (1952 – 4 novembre 2013) è stato un giornalista e scrittore italiano.
Il suo lavoro ha documentato storia e cultura della Provincia di Lecco e in particolare della Valsassina e del Lario.

## Biografia
Lavora come giornalista per il settimanale cattolico Il Resegone sotto la direzione di don Luigi Stucchi e il quotidiano La Provincia di Lecco.
Il suo interesse per la storia si focalizza sulle tradizioni religiose della terra lariana e dell'arco alpino e ha un ruolo di riferimento per molte persone e istituzioni del territorio; è il direttore responsabile della pubblicazione trimestrale Penna nera delle Grigne dalla sezione di Lecco dell'Associazione Nazionale Alpini. Collabora con il mensile Orobie e cura i volumi L'Adda, il nostro fiume di Pietro Pensa con il terzo volume pubblicato postumo.

## Opere
- Valsassina. Terra da scoprire, con Mauro Lanfranchi e Oaolo Cagnotto, Edizioni Cattaneo, 1997.
- Santuari mariani. Itinerari di devozione in Brianza e nelle terre del Lario, 2000.
- Dorsale orobica lecchese
- I ragazzi del porto (storia della parrocchia di San Carlo al Porto in Malgrate)
- 1594-1994. Quattrocento anni vissuti nella storia. La pubblicazione tratta della storia dell'ospedale della Beata Vergine Maria, attualmente Istituti Riuniti Airoldi & Muzzi di Lecco.
- 1945-1995. Cinquantesimo dalla fondazione (storia dell'Unione Commercianti Lecchesi)
- Saperi e sapori tra lago e monte
- La capra orobica regina delle valli, Editore Cattaneo
- Alpini a Lecco. Una storia con la penne nera
- Il sentiero delle Grigne, Edizioni Bellavite, 2001.
- Il Resegone. Il profilo più caro ai lombardi, Edizioni Bellavite, 2002.
- Il Pizzo dei Tre Signori. Una montagna da protagonisti, Edizioni Bellavite, 2003.
- Merate nelle vecchie cartoline, Edizioni Bellavite, 2004.
- Il Legnone. L'ultimo bastione, Edizioni Bellavite, 2005.
- Pietre di fede: Chiese e campanili della città di Lecco, 3 volumi, Edizioni Monte San Martino di Lecco, ultimo volume 2010[5].
- Una banda. Una città. Una storia, con Angelo Rusconi, Edizioni Bellavite, 2012.

## Premi e riconoscimenti
- San Nicolò d'oro - Benemerenza civica attribuita dalla città di Lecco nel 2015.[6]